# Будинок міської ради (Чернігів)
Будинок міської ради — будівля у Чернігові за адресою вулиця Магістратська, 7.
Зведений у 1908 році як приміщення для чернігівської філії Державного банку. У роки перебування України в радянській окупації, будинок використовувався різними установами, після німецько-радянської війни переданий під розташування Чернігівській міській раді та міськвиконкому.

## Історія
Від кінця XVIII століття у Чернігові на перехресті вулиць Олександрівської і Магістратської біля Театрального скверу (нині сквер імені М. М. Попудренка) стояв будинок міської думи. Наприкінці 1875 року саме тут було відкрито перший міський громадський банк. 1 вересня 1895 року трохи далі вниз Олександрівською вулицею у будинку, який належав І. Маркельсу, розмістилось казначейське відділення Державного банку. Будинок не відповідав запитам фінансової установи, тож на початку XX століття було розпочато будівництво спеціального приміщення.
У 1908 році будівництво було завершено. Цегляна двоповерхова, з повноцінним цокольним поверхом, Г-подібна споруда виконана у стилі неокласицизму. Фасад оздоблено чотирма парами півколон іонічного ордеру. У прямокутному фронтоні в нішах розміщено 4 скульптурні вази. Суворість прямокутних вікон компенсується декоративною ліпниною на стінах. Будівля потинькована, кольорова гама вирішена у світло-сірих і білих тонах.

### Історичні події 1918–1945рр.
Під час Антигетьманського повстання у місті 13 грудня 1918 року біля будинку Державного банку відбувся бій. Під будівлею через брак пального спинився бронеавтомобіль «Гарфорд», у якому перебував ватажок повстання А. Заливчий. Розпочалась перестрілка між гетьманцями та Заливчим, який покинув машину. Оскільки загін, що мав під керівництвом Заливчого захопити владу у місті, спізнився, ватажок був убитий, а повстання придушене.
1 грудня 1919 року в цьому будинку відбулися перші збори молоді міста, у яких взяв участь Роман Коцюбинський.
Від 1922 року і до початку війни тут містився штаб 7-ї Чернігівської стрілецької дивізії ім. М. В. Фрунзе.
У роки німецької окупації (1941–1943 рр.) будинок зазнав незначних руйнувань. Після витіснення німецьких військ з міста у цокольному поверсі будівлі містилась комендатура.
З часом будинок було відновлено із переплануванням внутрішніх кімнат для міськвиконкому та міськради.
27 лютого 2022 року в ході вторгнення Росії в Україну по будинку була завдано авіаудару. Була сильно пошкоджена (частина зруйнована) будівля Чернігівського обласного молодіжного центру  Крім того, різною мірою було пошкоджено будинки вулиці Кирпоноса — будинок № 20А (Чернігівська дитяча стоматологічна поліклініка — Будинок, де жив письменник Г. І. Успенський ) та 9-поверховий житловий будинок № 18.